# 桂箪竹
桂箪竹（学名：Bambusa guangxiensis），又作桂单竹，为禾本科簕竹属下的一个种。其种加词“guangxiensis”意为“广西的”。